# Válka za nezávislost Namibie
Válka za nezávislost Namibie (anglicky Namibian War of Independence, také známá jako Jihoafrická pohraniční válka, anglicky South African Border War, v Jižní Africe dále známá jako Angolan Bush War) byl převážně asymetrický konflikt, který probíhal v Namibii (tehdy v Jihozápadní Africe), Zambii a Angole od 26. srpna 1966 do 21. března 1990 mezi Jihoafrickými obrannými silami (SADF) a lidovou osvobozeneckou namibijskou armádou (PLAN) - ozbrojeným křídlem Jihozápadní africké lidové organizace (SWAPO). Jihoafrická pohraniční válka vyústila v jednu z největších bitev na africkém kontinentu od druhé světové války a úzce souvisela s angolskou občanskou válkou.
SWAPO po několika desetiletích neúspěšných peticí prostřednictvím Organizace spojených národů a Mezinárodního soudního dvora za nezávislost Namibie vytvořila v roce 1962 organizaci PLAN s materiální pomocí SSSR, ČLR a spřátelených afrických zemí, jako Tanzanie, Ghana a Alžírsko. V srpnu 1966 se mezi organizací PLAN a jihoafrickými úřady rozhořely boje. V letech 1975 až 1988 podnikla Jižní Afrika do Angoly a Zambie masivní konvenční nájezdy, aby eliminovala předsunuté operační základny organizace PLAN. Proti povstalcům byly nasazeny také speciální jednotky jako Koevoet a 32 prapor vycvičený k provádění průzkumu a sledování partyzánských hnutí.
Jak konflikt postupoval, stala se jihoafrická taktika stále agresivnější. Jihoafrické nájezdy způsobovaly Angole ztráty a občas vyústily ve vážné vedlejší škody na ekonomických zařízeních považovaných pro angolskou ekonomiku za životně důležité. Z důvodu tyto nájezdy zastavit, ale také narušit rostoucí spojenectví mezi jihoafrickými obrannými silami a organizací UNITA, která dostávala zajatou výzbroj organizace PLAN, začal Sovětský svaz podporovat angolské jednotky (FAPLA) prostřednictvím velkého kontingentu vojenských poradců a moderních vojenských technologií, které v 80. letech dosáhly hodnoty až čtyř miliard dolarů. Počínaje rokem 1984 si byli pravidelní angolští vojáci pod sovětským velením dostatečně jistí, aby mohli čelit SADF. Jejich pozice byly také posíleny tisíci kubánskými vojáky. Válečný stav mezi Jihoafrickou republikou a Angolou na okamžik skončil po uzavření krátkodobých dohod z Lusaky, ale v srpnu 1985 boje opět vypukly, když organizace PLAN i UNITA využily příměří k posílení svých vlastních partyzánských činností, čímž byly obnoveny bojové akce jednotek FAPLA, které vyvrcholily bitvou o Cuito Cuanavale. Jihoafrická pohraniční válka byla prakticky ukončena trojstrannou dohodou zprostředkovanou Spojenými státy, které se angažovaly ve stažení kubánského a jihoafrického vojenského personálu z Angoly a Jihozápadní Afriky. PLAN zahájila svou závěrečnou partyzánskou kampaň v dubnu 1989. a Jihozápadní Afrika formálně získala nezávislost jako Namibijská republika o rok později, 21. března 1990.
Přestože se bojovalo převážně v sousedních státech, měla jihoafrická pohraniční válka na jihoafrickou společnost velký kulturní a politický dopad. Vláda apartheidu věnovala značné úsilí prezentovat válku jako součást politiky zadržování proti regionálnímu sovětskému expanzionismu a použila ji k vyvolání veřejných protikomunistických nálad. Toto téma zůstává nedílnou součástí současné jihoafrické literatury, zvláště v dílech psaných v afrikánštině, čímž vznikl jedinečný žánr známý jako grensliteratuur (přímo “pohraniční literatura”).

## Historické okolnosti

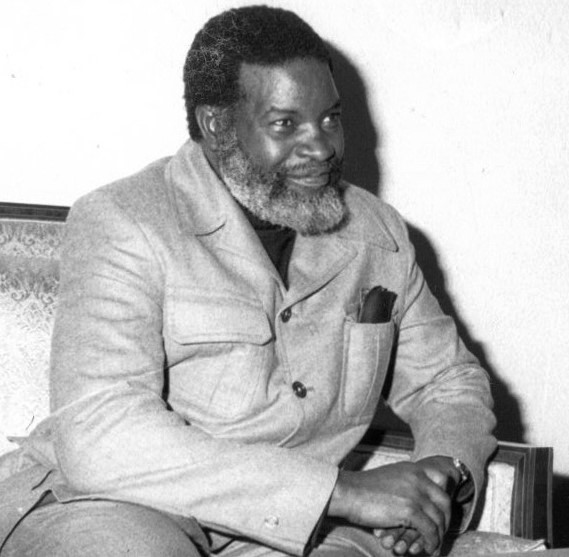
Sam Nujoma, zakladatel a lídr SWAPO a předcchůdce OPO.

Po první světové válce získala Jižní Afrika od Společnosti národů mandát ke správě Jihozápadní Afriky. Po rozpuštění Společnosti národů roku 1946 a jejím nahrazením Organizací spojených národů Jižní Afrika odmítla vzdát se mandátu a nahradit ho mezinárodní správou OSN. Jihoafrická vláda Jihozápadní Afriku nikdy oficiálně nepřipojila ke svému území, přestože ji spravovala jako pátou provincii s bělošskou menšinou, která měla své zastoupení v parlamentu Jihoafrické republiky.
Během šedesátých let, kdy evropské mocnosti povolily svým koloniím a svěřeneckým územím vyhlásit nezávislost, se vytvářel tlak na Jihoafrickou republiku, aby umožnila vyhlášení nezávislosti pro Jihozápadní Afriku.
Na základě stížnosti proti pokračující přítomnosti Jihoafrické republiky v Jihozápadní Africe, přednesené v roce 1966 Etiopií a Libérií a zamítnuté Mezinárodním soudním dvorem, pak OSN zrušilo Jihoafrické republice mandát nad územím Jihozápadní Afriky.

## Začátek bojů
Roku 1966 začala Lidová organizace Jihozápadní Afriky SWAPO vedená Samem Nujomou a Hermanem Toivo Ja Toivou partyzánskou válku proti Jihoafrické republice. Její militantní křídlo zvané Lidová osvobozenecká vojska Namibie (PLAN) provádělo nepřátelské útoky ze základny v Zambii.
Roku 1968 byla Jihozápadní Afrika přejmenována na Namibii.
Po vyhlášení nezávislosti v Angole v roce 1975 založila organizace SWAPO základny v jižní části této země. Válka během let zesílila, zvláště na severu Namibie, při hranicích s Angolou. Jihoafrická vojska začala s útoky na základny v Angole, zatímco ozbrojené síly SWAPO útočily z Namibie.
V roce 1971 Mezinárodní soudní dvůr podpořil mandát Spojených národů nad Namibií a rozhodl, že Jihoafrické republiky je v Namibii přítomna nelegálně a je proto je povinna s okamžitou platností z ní co nejrychleji odvolat svou administrativu. Soudní dvůr také doporučil členským státům Spojených národů neuznávat a nepodporovat přítomnost Jihoafrické republiky v Namibii.
V roce 1976 Spojené národy odsoudily Jihoafrickou republiku za nelegální okupaci území a o rok později uznala Rada bezpečnosti OSN SWAPO za jediného legitimního reprezentanta Namibie.

## Mezinárodní tlak

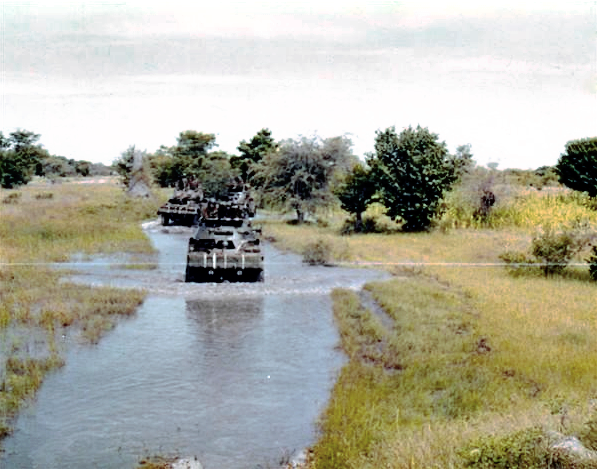
Jihoafrická obrněná kolona v regionu Ohangwena v Ovambolandu na severu Namibie, 70. leta. Tyto kolony byly primárním cílem přepadení a min organizace PLAN.

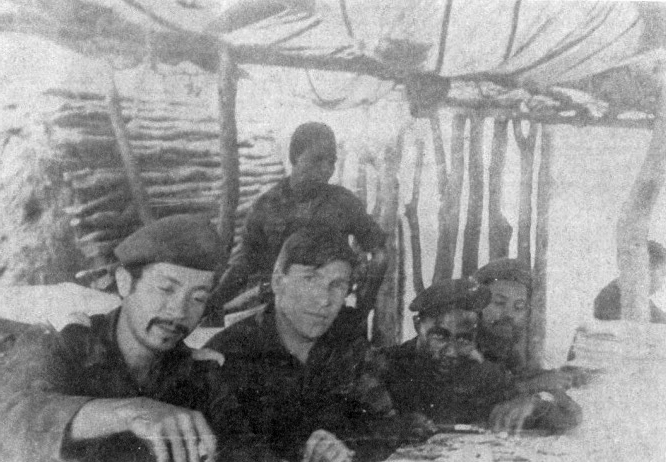
Sovětští instruktoři s rekruty organizace PLAN, konec 70. let

Roku 1977 se zformovala Západní kontaktní skupina (Western Contact Group) ve složení Kanada, Francie, USA, Velká Británie a Západní Německo. Zahájili spojené diplomatické úsilí k předložení mezinárodně přijatelné přeměně k namibijské nezávislosti. Úsilí kontaktní skupiny vedlo k představení rezoluce Rady bezpečnosti č. 435 (z roku 1978) pro vyřešení namibijské otázky. Návrh na vyrovnání, který se stal známým jako Plán Spojených národů (UN Plan), byl vypracován po zdlouhavých jednáních mezi Jihoafrickou republikou, státy, kterých se otázka týkala (Angola, Botswana, Mosambik, Tanzanie, Zambie, Zimbabwe), organizací SWAPO, úředníky Spojených národů a Západní kontaktní skupinou.
Návrh požadoval uspořádání voleb v Namibii pod dohledem a kontrolou Spojených národů, zastavení všech nepřátelských výpadů a omezení činnosti namibijské a jihoafrické armády, polovojenských oddílů a policie.
Jihoafrická republika souhlasila se spoluprací za účelem splnění zmíněné rezoluce. Navzdory tomuto návrhu se v Namibii v prosinci 1978 konaly volby, které ovšem SWAPO a některé politické strany bojkotovaly.
Jihoafrická republika pokračovala ve správě Namibie v průběhu jejího zavádění multirasových koalicí a jmenování hlavního správce. Vyjednávání se po roce 1978 zaměřilo na problémy jako například dohled nad volbami spojený s realizací návrhu na vyrovnání.

## Vyjednávání a přeměna

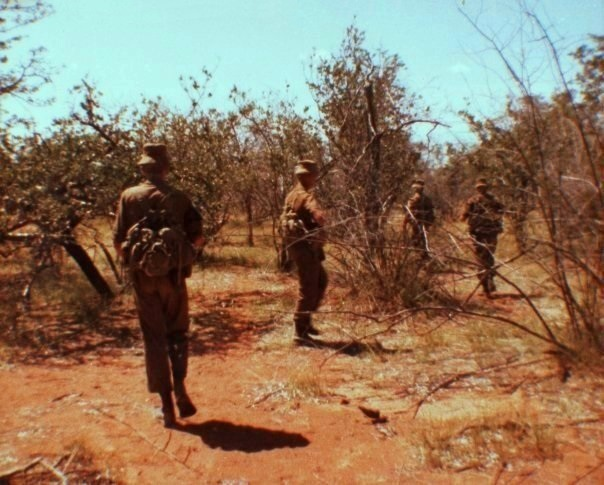
Jihoafrické jednotky na hlídce poblíž hranice, počátek 80. let.

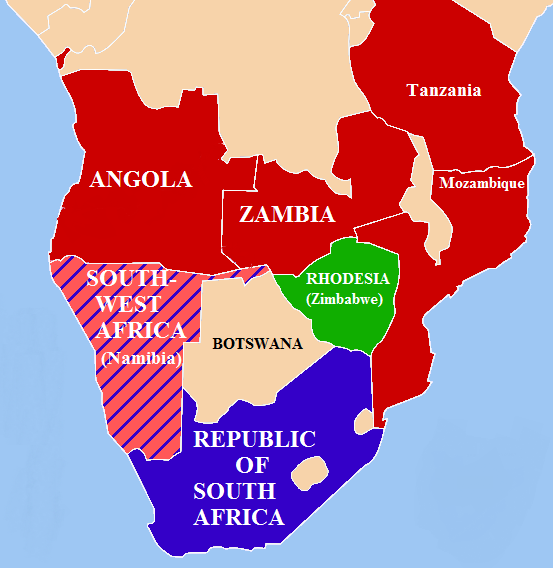
Geopolitická situace, 1978-79.
Spojenci SWAPO
Jihoafričtí spojenci
Jihozápadní Afrika
Jižní Afrika

V období 1973–1988 byli komisaři Spojených národů zklamáni. Jihoafrická republika odmítla uznat některého ze spojeneckých komisařů. Nicméně jednání postupovala s finským komisařem Martiim Ahtisaarim, který hrál zásadní roli v získání souhlasu ústavních principů od tzv. front-line state (Angoly, Botswany, Mosambiku, Tanzanie, Zambie, Zimbabwe), SWAPO a Západní kontaktní skupiny v roce 1982. Tento souhlas vytvořil rámec pro namibijské demokratické zřízení. Jihoafrická republika uznala rezoluci OSN až v roce 1985 kdy prezident Pieter Willem Botha podstoupil administrativní kontrolu nad územím Namibie prozatímní vládě.
Nová, přechodná vláda národní jednoty, složená z jmenovaných členů šesti jihoafrických stran byla dosazena roku 1985. Hlavní jihoafrický správce si ponechal právo vetovat zákony a Jihoafrická republika pokračovala ve výkonu pravomoci zahraničních záležitostí a obrany. Ozbrojené složka SWAPO však nadále pokračovala v boji.
Role vlády Spojených států jako zprostředkovatele byla během období 1973 – 1988 kritická a také sporná. Příkladem je intenzivní úsilí (z roku 1984) docílit stažení jihoafrických obranných sil z jižní Angoly.
Nakonec, když se v roce 1987 vyhlídka na namibijskou nezávislost zdála být dobrá, byl jmenován další komisař pro Namibii Bernt Carlsson. Jeho role byla spravovat zemi, formulovat rámec ústavy a organizovat spravedlivé a svobodné volby založené na nerasovém univerzálním právu.
V květnu 1988 americká zprostředkující skupina vedená Chesterem A. Crockerem (tajemníkem USA pro africké záležitosti) přivedla vyjednavače z Angoly, Kuby, Jihoafrické republiky a sovětské pozorovatele do Londýna.
Po dalších 7 měsíců vykazovali intenzivní diplomatickou aktivitu. Zúčastněné strany chtěly vypracovat dohodu, která by do regionu přinesla mír a umožnila by realizaci rezoluci Rady bezpečnosti č. 435. Na moskevském summitu, konaném na přelomu května a června 1988 mezi Ronaldem Reaganem a Michailem Gorbačovem bylo dohodnuto, že kubánští vojáci budou staženi z Angoly a zastaví se sovětská vojenská pomoc jakmile se Jihoafrická republika stáhne z Namibie. Návrh byl vypracován a v prosinci 1988 souhlasila Jihoafrická republika s předáním kontroly nad Namibií Spojeným národům.
Tato dohoda, známá jako Brazzavillský protokol, kromě toho ustanovila Spojenou pozorovací komisi se Spojenými státy a Sovětským Svazem jako pozorovateli. Protokol obsahoval ještě bilaterální smlouvu mezi Kubou a Angolou, ve které souhlasily s úplným stažením kubánských vojenských jednotek z Angoly. Smlouvy byly podepsány 22. prosince 1988 v New Yorku.
Během měsíce, kdy byly podepsány Newyorské smlouvy utrpěl jihoafrický prezident Pieter Willem Botha mrtvičku, která mu zabránila účasti na setkání s namibijskými představiteli, konaného 20. ledna 1989.
Nahradil jej zastupující J. Christian Heunis. Prezident Botha se plně zotavil tak, že 1. dubna 1989 byla realizace rezoluce OSN č.435 oficiálně zahájena a jihoafrický hlavní správce Louis Pienaar začal s administrativní přeměnou Namibie k nezávislosti. Bývalý komisař a pozdější zvláštní zástupce Spojených národů Martti Ahtisaari přijel do hlavního města Windhoeku v dubnu 1989, aby vedl misi Spojených národů - UNTAG.
Přeměna k nezávislosti odstartovala nejistě v rozporu s písemným ujištěním prezidenta SWAPO Sama Nujomy generálnímu tajemníkovi OSN, že dodržuje příměří a že zpět do země se vrací pouze odzbrojení Namibijci. Bylo uvedeno, že přibližně 2 000 ozbrojených příslušníků militantního křídla SWAPO překročilo angolské hranice se zjevným pokusem ustanovit vojenskou přítomnost v severní části Namibie. Martti Ahtisaari se poradil s britskou ministerskou předsedkyní vlády Margaret Thatcherovou, která byla toho času na návštěvě Jihoafrické republiky a následně schválil limitovaný kontingent jihoafrických vojáků na pomoc jihozápadní africké policii v obnovení pořádku v Namibii.
Následovalo období intenzivních bojů při kterých bylo zabito 375 namibijských vojáků. V narychlo uspořádaném setkání Spojené monitorovací komise na Mount Etjo poblíž Windhoeku (9. dubna 1989), bylo dohodnuto omezení jihoafrických sil.
V říjnu 1989 pod dohledem Rady bezpečnosti OSN byla nucena Pretoria demobilizovat 1600 členů rozpuštěné povstalecké skupiny Koevoet, kteří byli začleněni do jihozápadní africké policie.
Otázka Koevoetu byla jedna z nejsložitějších, kterým mise UNTAG musela čelit. Tato povstalecká skupina byla Jihoafrickou republikou zformována po přijetí rezoluce Spojených národů č. 435 a proto nebyla zmíněna v návrhu na vyrovnání nebo v souvisejících dokumentech. Spojené národy pokládaly Koevoet za polovojenskou skupinu, která má být rozpuštěna, avšak jednotka pokračovala v rozestavování obrněných a těžce vyzbrojených konvojů na severu země. V červnu 1989 se komisař Martti Ahtisaari (jako speciální zástupce) a hlavní správce Namibie (Louis Pienaar) shodli, že takovéto chování je naprostém rozporu s Návrhem na vyrovnání, které požadovalo, aby byla policie jen lehce vyzbrojena. Kromě toho velká většina členů Koevoetu byla naprosto nezpůsobilých pro pokračování v práci u jihozápadní africké policie (SWAPOL). V rezoluci č. 640 z 29. srpna 1989 Rada bezpečnosti proto požadovala rozpuštění jednotek Koevoet a jejich velitelských struktur. Jihoafrický ministr zahraničí Pik Botha 28. září 1989 oznámil, že 1200 bývalých členů Koevoet bude následující den demobilizováno. Dalších 400 bývalých členů bylo demobilizováno na konci října. Na tyto demobilizace dohlíželi vojenští kontroloři mise UNTAG.
Jedenáctiměsíční období přeměny skončilo poměrně hladce. Političtí vězni byli propuštěni na amnestii, diskriminující legislativa zrušena, Jihoafrická republika stáhla všechny své ozbrojené síly z Namibie.
Více než 40 000 uprchlíků se vrátilo bezpečně a dobrovolně pod záštitou úřadu Vysokého komisaře pro uprchlíky při OSN. Vrátili se i politici a bojovníci SWAPO.
Následné volby se konaly v listopadu 1989. Byly speciálním zástupcem uznány svobodnými a spravedlivými.
Organizace SWAPO v nich získala 57 % hlasů. Unikla jí dvoutřetinová většina, aby mohla sama navrhnout a prosadit konstrukci a znění ústavy. Opoziční strana Democratic Turnhalle Alliance získala 29 % hlasů. Ústavodárné shromáždění pořádalo své první zasedání 21. listopadu 1989 a jednomyslně rozhodlo o použití ústavních principů z roku 1982 v nové namibijské ústavě.

## Nezávislost
9. února 1990 ústavodárné shromáždění navrhlo a přijalo ústavu. Dne nezávislosti Namibie 21. března 1990 se zúčastnilo mnoho mezinárodních představitelů, nechyběli ani generální tajemník OSN Javier Pérez de Cuéllar nebo jihoafrický prezident Frederik Willem de Klerk, kteří společně udělili Namibii nezávislost.
Prvním namibijským prezidentem se stal Sam Nujoma, dlouholetý šéf organizace SWAPO.